# Karin Mang-Habashi
Karin Mang-Habashi, folkbokförd Mang El Habashy), ogift Mang, född 1 augusti 1938 i Blackstad i Kalmar län, är en svensk operasångare (sopran), musiker och sångpedagog. Hon är syster till Sylvia Mang-Borenberg.

## Biografi
Mang-Habashi har en mångsidig register som innefattar en mängd av de största operarollerna, allt från Wagner till Mozart till modernare opera och musikalmusik. Hon växte upp på småländska landsbygden och i Trollhättan. Genom sin österrikiske styvfar, violinisten Carl Mang, fick hon sin första musikaliska skolning och uppträdde ofta som barn med sång i kyrkor och på andra platser. Efter realskolan i Trollhättan studerade hon vid Göteborgs musikkonservatorium och fortsatte sedan med kantors- och musiklärarexamen, solosång- och operautbildning vid Kungliga musikhögskolan i Stockholm. Där träffade hon också 1966 sin blivande make, cellisten Nagi El Habashy.
Efter studierna verkade hon i Stockholm som musiklärare och kyrkomusiker i Spånga/Vällingby församling, innan hon 1973 på allvar inledde sin operakarriär vid den blivande hemmascenen på dåvarande Malmö stadsteater (numera Malmö Opera) med rollen som Serena i Porgy och Bess, följd av Amelia i Maskeradbalen (1973) och titelrollen i Aida (1974). Fram till 1993 sjöng hon ett antal framträdande roller i Malmö, såsom Elisabeth i Don Carlos (1975), Magda Sorel i Konsuln (1977) – för vilken hon tilldelades Kvällspostens Thaliapris 1978 – , samt Elisabeth i Tannhäuser (1981) och titelrollen i Tosca (1986).
Hon har även sjungit på Kungliga Operan, till exempel Tosca med José Carreras (1979) och i Nibelungens ring med turné bland annat till Moskva och Warszawa, samt på Drottningholmsteatern, såsom Figaros bröllop (1981). Dessutom har hon gästspelat på bland annat Det Kongelige Teater i Köpenhamn, Den Norske Opera i Oslo och Operan i Köln. Under sammanlagt nio år på 1980- och 1990-talen sjöng hon även på Danmarks Nationalopera Den Jyske Opera i Århus i roller som Sieglinde och Brünnhilde i Nibelungens ring och Brangäne i Tristan och Isolde. På senare år har hon i Malmö bland annat gjort roller som Markisinnan i Regementets dotter (1999), Filipjevna i Eugene Onegin (2001) och den gamla baronessan i Samuel Barbers Vanessa (2009).
Mang-Habashi har även gjort udda roller som abbedissan i Sound of Music i Växjö 2010 och framträtt vid ett stort antal konserter, radio- och tv-program, däribland de populära tv-galorna Det bästa av det mesta från Malmö stadsteater under tidigt 1980-tal under ledning av Sixten Nordström. Hon har i många år också undervisat nya sångare i sångteknik. Hon är bosatt i Malmö.

## Priser och utmärkelser
- 1966 – Jenny Lind-stipendiet
- 1978 – Kvällspostens Thaliapris
- 1979 – Birgit Nilsson-stipendiet